# De beste wensen
De beste wensen is een Nederlands televisieprogramma dat in 2024 uitgezonden wordt door SBS6. De presentatie van het programma wordt verzorgd door verschillende presentatoren, waaronder Linda de Mol, Wendy van Dijk, Martien Meiland en Alberto Stegeman.
Het programma is een samenwerking tussen SBS6, Radio 538, LINDA. en Stichting Make-A-Wish Nederland. Buiten het televisieprogramma om laat Radio 538 tijdens radio-uitzendingen wensen in vervulling gaan en blikt LINDA. na iedere aflevering terug op de meest opvallende momenten uit de uitzending.

## Format
In het programma worden mensen, die zijn opgegeven door iemand uit hun persoonlijke kring, op locatie verrast door een van de presentatoren. Met deze verrassing laten ze een wens uitkomen voor de desbetreffende persoon. De mensen die zijn opgegeven zijn veelal mensen die een moeilijke periode hebben meegemaakt of juist altijd voor andere hebben klaar gestaan. 
De wensen lopen erg uiteen en verschillen in grote. Enkele voorbeelden zijn: Viktor Brand die een familie na ruim tien jaar herenigt op Curaçao, Johnny de Mol die een zesjarig meisje twee nieuwe been protheses geeft waarmee ze kan rennen en zwemmen en Britt Dekker die een fan ontvangt bij haar op de manege om Dekker haar paard te verzorgen en erop te rijden.

## Presentatie
De presentatie van De beste wensen wordt verzorgd door de presentatoren van televisiezender SBS6 en radiozender Radio 538. In iedere aflevering zijn meerdere en verschillende presentatoren te zien, die elk in een eigen segment een aparte wens voor een persoon of meerdere personen laten uitkomen. Hieronder een overzicht van presentatoren die meewerkten aan het programma:
- Viktor Brand
- Dyantha Brooks
- Frank Dane
- Britt Dekker
- Wendy van Dijk
- Merel Ek
- René Froger
- Dennis van der Geest
- Wilfred Genee
- Gordon
- Sam Hagens
- Hélène Hendriks

- Kalvijn
- Tim Klijn
- Martien Meiland
- Johnny de Mol
- Linda de Mol
- Airen Mylene
- Tooske Ragas
- Alberto Stegeman
- Kees Tol
- Noa Vahle
- Jan Versteegh

## Afleveringsoverzicht
| Afl. | Uitzenddatum     | Presentatie | Kijkcijfers |
| ---- | ---------------- | --- | ----------- |
| 1    | 16 december 2024 | Viktor Brand, Britt Dekker, René Froger, Martien Meiland, Johnny de Mol, Linda de Mol, Airen Mylene en Alberto Stegeman                           | 592.000     |
| 2    | 17 december 2024 | Frank Dane, Wendy van Dijk, Kees Tol, Jan Versteegh, Britt Dekker en Johnny de Mol                                                                | 548.000     |
| 3    | 18 december 2024 | Tim Klijn, Viktor Brand, Wendy van Dijk, Martien Meiland, Airen Mylene en Jan Versteegh                                                           | 531.000     |
| 4    | 19 december 2024 | Noa Vahle, Viktor Brand, Frank Dane, Wendy van Dijk, Martien Meiland, Johnny de Mol en Jan Versteegh                                              | 503.000     |
| 5    | 20 december 2024 | Dyantha Brooks, Merel Ek, Dennis van der Geest, Sam Hagens, Hélène Hendriks, Viktor Brand, Martien Meiland, Johnny de Mol, Kees Tol en Noah Vahle | 373.000     |
| 6    | 27 december 2024 | Kalvijn, Frank Dane, Wendy van Dijk, Merel Ek, Sam Hagens, Tim Klijn, Alberto Stegeman en Noa Vahle                                               | 346.000     |
| 7    | 30 december 2024 | Gordon, Tooske Ragas, Dyantha Brooks, Wendy van Dijk, Dennis van der Geest, Tim Klijn en Martien Meiland                                          | 462.000     |
| 8    | 31 december 2024 | Wendy van Dijk, Hélène Hendriks, Tim Klijn, Airen Mylene en Alberto Stegeman                                                                      | 323.000     |